# 桑迪拉
桑迪拉（Sandila），是印度北方邦哈奪县的一个城镇。总人口64829（2017年）。其地理位置距離北方邦首府勒克瑙以西50公里。

## 人口
该地2001年总人口48831人，其中男性25605人，女性23226人；0—6岁人口7786人，其中男4034人，女3752人；识字率49.66%，其中男性为55.76%，女性为42.94%。